# Sân bay Marina di Campo
Sân bay Marina di Campo (tiếng Ý: Aeroporto di Marina di Campo) (IATA: EBA, ICAO: LIRJ) là một sân bay tọa lạc ở khu vực Marina di Campo phục vụ đảo Elba ở Italia. Sân bay cũng có tên gọ sân bay Teseo Tesei (tiếng Ý: Aeroporto "Teseo Tesei").

## Hãng hàng không và tuyến bay
| Hãng hàng không   | Các điểm đến                                                 |
| ----------------- | ------------------------------------------------------------ |
| Elbafly           | Florence, Milan-Malpensa, Milan-Orio al Serio Theo mùa: Pisa |
| InterSky          | Friedrichshafen, Munich, Theo mùa: Zurich                    |
| Sky Work Airlines | Theo mùa: Berne                                              |